# هالايبوترا
هالايبوترا (بالسندية هاليپوٽا)، هو مجتمع مسلم يتواجدون في ولاية غوجارات في الهند ومقاطعة السند في باكستان. وهي واحدة من عدة مجتمعات من البدو الرعاة الملدارية ( رعاة قبليين شبه رحل) يتواجدون في منطقة باني في كوتش.

## الأصل والتاريخ
هالايبوترا يدعون النسب من هالوساما، وهو نبيل ينتمي إلى قبيلة ساما راجبوت. وهناك تقاليد أخرى تربط هالايبوترا مع قبيلة سومرا من السند. هم مجتمع ملداري صغير، يتمركزون في منطقة باني في كوتش. وهالايبوترا ينظرون لأنفسهم بأنهم من مسلمي راجبوت.